# Верхнесалимово
Верхнесалимово (баш. Үрге Сәлим) — деревня в Зилаирском районе Башкортостана России. Относится к Матраевскому сельсовету. Население на 1 января 2009 года составляло 184 человека.

## История
До конца 1950-х в районе были  две деревни под названием Салимово: Нижнесалимово и Верхнесалимово. Сегодня существует только одна из них — Верхнесалимово.
Первая деревня Салимово (Нижнесалимово) располагалась в юго-восточной части Зилаирского района на левых берегах р. Бузавлык и впадающей в неё с востока речки Суртанлы-Узяк. Деревня Верхнесалимово расположилась на правом берегу р. Бузавлык, на 2 км выше первой деревни по течению р. Бузавлык, где в неё с запада впадает речка Камышлы-Узяк, оставляя основную часть деревни на полуострове.
В этих местах люди обитали с древнейших времен, о чём говорят археологические памятники: поселения бронзового века «Агеевское» и  «Олаир, курганы эпохи бронзы, раннего железа и средневековья.
Рядом с аулом, к западу от правого берега Бузавлыка, пересекая речку Камышлы-Узяк, проходит древняя торговая дорога — Дорога Канифы, когда-то соединявшая Башкортостан со странами Азии. Она берёт своё начало в землях северных тунгауров в районе д. Хакмар-баши (д. Ахметово, Абзелиловский) и доходит до Актюбе, то есть до города Актюбинска.
В окрестностях депевень Нижнесалимово и Верхнесалимово зафиксировано старинные топонимические названия Ете аршин (Семь аршинов), Ат йөҙҙөргөс (Место, где купали лошадей), Тәрән ятыу (Глубокий омут) — названия, свидетельствующие о прежней полноводности ныне обмелевшей реки Бузавлык. Названия Ҙур Ҡабаҡҡайын и Бәләкәй Ҡабаҡҡайын (Берёзы на косогоре), Аҡбулат сыбаһы (Берёзовая роща, посаженная Акбулатом), Ҡоҙоҡ аҫты (Колодезное), Ташүҙәк («Каменистая ложбина»), Әҙел үҙәге (Ложбина Аделя), Оҫҡон үҙәге (Ложбина дикого лука), Әҙел ташы (Камень Аделя), Сусаҡтау (Сусак-гора), Ҡаятау (Скалистая гора), Малҡантау (Малкан-гора) — названия невысоких гористых мест. Топонимы Әҙел ташы и Әҙел үҙәге легенда связывает с батыром Аделем, который со своим знаменитым конём здесь прятался от врагов. Следует сказать, что имя Әҙел (Адел) присутствует в шежере салимовцев. Эта личность, вероятно, вошла в легенду в образе батыра. Более поздние топонимы Ҡәһәрмән туғайы (Луг Кагармана) и Кәрим үҙәге (Ложбина Карима) даны в честь жителей деревни Кагармана Максютова и Карима Садыкова.
Ряд названий связан с археологическими памятниками. К их числу относятся Ҡаҙыр убаһы (Курган Кадыра) высотой около 4-х метров. По легенде, здесь похоронен Кадыр-батыр из рода Тунгаур. На берегу р. Бузавлык на лугу Ереклек (Ольховый) проходили праздники Ҡарға бутҡаһы, сабантуй. На этом месте расположился древний языческий менгир высотой около 1,5 м, названный в народе Сәнскән таш (Камень, воткнутый в землю). По одной легенде, здесь похоронены конные воины, башкирские казаки, по другой — этот камень, якобы, вырос из-под земли.
Официальный документ о д. Салимово сохранился со времен X ревизии (1859 г.). Там же есть указание о том, что она была учтена ещё IX ревизией (1850 г.). Выходит, что д. Салимово к 1850 г. существовала. Но, как было сказано, VIII ревизия (1834 г.) и материалы 1842 г. о ней данных не содержат. Салимово, как полноценная деревня, возникла в период между 1842 и 1850 гг. Вначале она числилась хутором д. Максютово. Так, на карте Оренбургского уезда XIX в., на левом берегу р. Базавлук  показан хутор Максютовой, это место совпадает с первоначальным местонахождением д. Салимово.
К моменту окончательной отмены кантонной системы управления в Башкортостане д. Салимово стала одним из низовых административных центров. В «Ведомости вновь образованных юртовых и сельских обществ из башкир Оренбургского уезда бывшего 3-го кантона Тангаурского юртового общества», составленной в 1863—1864 гг., д. Салимово уже показана не только как самостоятельная деревня, но и как центр Салимовского сельского общества, объединившего вокруг себя ещё 5 деревень: Балапаново, Мухаметрахимово, Динмухаметово, Абдулкаримово, Султантимирово, которые также образовались после 1842 г. Об этом говорится и в «Списке башкирских деревень с разделением их на волостные и сельские общества» 1-го Оренбургского кантона Тангаурской волости.
По легенде, записанной нами у Сулеймановой Мунавары Хайрулловны (1926 г.р.), первоначально аул хотели основать на месте современной д. Суртан-Узяк, но, якобы, во время водопоя лошадей Салим-бая на озере Суртанлы-Узяк огромная щука утащила жеребёнка из табуна. Для щуки после этого озеро стало мелким и тесным, поэтому она, прикусив свой хвост, «колесом» покатилась вниз по течению одноимённой речки, вытекающей из озера, до её впадения в р. Бузавлык, куда и нырнула. Аксакалы этот случай объяснили как знак Всевышнего, после чего приняли решение основать деревню в месте впадения р. Суртанлы-Узяк в р. Бузавлык.
В документах начала XX в. указываются две деревни: Нижнесалимово и Верхнесалимово. В литературе имеется информация о том, что д. Верхнесалимово основана в начале XX в. башкирами д. Салимово Тунгаурской волости Орского уезда на собственных землях как выселок под современным названием. Однако, судя по некоторым источникам, временем образования деревни Верхнесалимово как выселка должен быть конец XIX в. Так, в материалах 1900 г. указывается одна деревня Салимово, в ней зафиксирована действующая деревянная мечеть. По данным же информаторов, в старой (первой) деревне никогда деревянной мечети не было. Значит, в 1900 г. была учтена мечеть, построенная уже в выселке, следовательно, Верхнесалимово к этому времени уже фактически существовало как селение, но ещё не имело статуса отдельного аула. В материалах 1866, 1870, 1890 гг. также числится только одна деревня Салимово, в которой мечети ещё не было. Думается, невозможно, что за один год (1900 г.) башкиры д. Салимово сумели переселиться на новое место, образовав выселок, состоящий из более 30 дворов, и обзавестись мечетью. По всей видимости, выселок, ставший затем деревней Верхнесалимово, был основан в период между 1870 и 1900 гг. Через некоторое время Верхнесалимово приобретает статус отдельной деревни. Так, в архивных документах, относящихся к 1908—1911 гг., уже указано наличие двух аулов — «деревни Верхней и Нижней Салимовой» Тангауровской волости Орского уезда. Но, поскольку жители этих деревень имели единые вотчинные владения, в тех же документах нередко деревни объединены под названием «Дер. Салимова». Такая традиция наблюдается вплоть до 1917 г. Основателями второй деревни выступили представители семей, носивших фамилии: Бикбулатовы, Такаловы (Такаевы) и Аллабердины. Потомки основателей первой деревни Салимово, названной затем Нижнесалимово: Салимовы, Сулеймановы, Максютовы и Хисматуллины остались жить там же.
Название аула образовано от имени его основателя Салимьяна Джангильдина (Янгильдина) сына Максютова. Дед Салимьяна Максют-батыр — историческая личность, упоминается в документах XVIII в. как один из активных участников национально-освободительного движения башкир 1737—1738 гг., наряду с именем предводителя движения, также тунгаурского батыра Кусяпа Султангулова. От имени Максюта сына Аскара и происходит название аула Максют, расположенного в горно-лесной части владений южных тунгауров. Согласно архивным документам, Джангильды Максютов проживал в д. Максютово Тунгаурской волости. В 1787 г. в его семье родились два сына — Салимьян и Сулейман, которые затем выступили основателями д. Салимово. Причиной образования нового аула, вероятно, послужило стремление семейной группы закрепить за собой территории в степной части, издавна служившие кочевьями, что явилось общей причиной появления многих селений южных тунгауров в период между 1834 и 1859 гг.
По данным X ревизии (1859 г.), от Салимьяна родились: Габит (1830 г.р.), Сабит (1832 г.р., его сын Хамидулла), Хусаин (1822 г.р., его сыновья Сагит, Мухаметхафиз, Мухаметнафик, Мухаметсадык); Мухаметгали (1825 г.р., его сыновья Сайфульмулюк, Абдулгалям, Бахтияр, Аллаяр); Мухаметкасим (1828 г.р., его сыновья Гаянгалий, Сагидулла, Фаткулла). Сабит Салимов в 1859 г. служил деревенским начальником. Здесь проживал ещё один брат основателя деревни Мухаметша Янгильдин (1801 г. р.) с сыновьями Бикмухаметом, Галиахметом, Сафиулллй, Газизуллой, Набиуллой.
В деревнях Нижнесалимово и Верхнесалимово имелись следующие названия родовых подразделений (ара) рода (тюбы) Һәрекәй (Саракай) рода Тунгаур, идущие с глубин веков и сохранившиеся поныне: Бүре (Сулеймановы), Күкмейе (Хисматуллины, Рахматуллины), Суҡмараяҡ (Максютовы, Касимовы), Теләнсе (Такаловы, Юлановы), Төрөй (Бикбулатовы, Садыковы), Ҡуян (Аллабердины, Набиуллины).
Во время IX ревизии (1850 г.) деревня состояла из 29 дворов. По материалам ревизии 1859 г., в «Оренбургской губернии и уезда 4-го Башкирского кантона 1-го юрта Салимовой деревни» в 29 дворах проживало 168 чел. (91 чел. м.п. и 77 чел. ж.п.) [ЦИА РБ. Ф.138. Оп. 2. Д. 646]. В 1866 г. аул состоял из 30 дворов, где проживало 178 чел. (94 чел. м. п. и 84 чел. ж.п.) [Оренбургская губерния, 1871]. В 1890 г. в деревне насчитывались 47 дворов с населением 288 чел. (151 чел. м. п. и 137 чел. ж. п.). В 1900 г. в д. Салимово уже зафиксировано 68 дворов, в которых проживало 281 житель об. п. Резкое увеличение количества дворов к 1900 г., по всей видимости, означает, что к этому времени часть семей уже выделились в выселок д. Салимово — Верхнесалимово.
В д. Верхнесалимово действовала деревянная мечеть. При ней работала начальная мусульманская школа — мектеб.
В летнее время, во время выездов на яйляу мусульмане д. Салимово, как и других селений, молитвы совершали в «каменных мечетях», специально сооружённых в местах летовок. «Каменная мечеть по правую сторону Балапановой дороги», что находилась недалеко от д. Салимово, отмечена в архивном документе за 1907 г.
В начале 1930-х годов  мечеть  закрыли, а её здание, построенное из лиственницы, стало использоваться в качестве сельского клуба с библиотекой. Несмотря на это, салимовцы, хотя и в домашних условиях, старались соблюдать основные мусульманские праздники.
Сегодня в ауле мечети нет.
В начале 1860-х гг. Салимово становится центром Салимовского сельского общества. Население аулов занималось скотоводством и земледелием, при этом практиковали выезды на яйляу, о чём сказано в источнике: салимовцы «кочевьем своим занимают местность прежде и ныне по речкам Козя-Таш до озера Асяу, Среднему Макану и Таналыку на протяжении 4-х верст вверх по течению от грани 4-го Усерганскаго общества и в вершинах р. Чертанлы-Узяк, занимая по длине всех кочёвок пространства около 15 верст, а поперек около 8 верст, в окружности около 45 верст». На р. Бузавлык имелась мельница. В д. Нижнесалимово хозяйственные постройки, ограды дворов часто строились из камней, что отражало своеобразие материальной культуры региона.
В Государственном архиве Оренбургской области сохранился документ начала XX в., рассказывающий о протестах и жалобах башкир Тангауровской волости Орского уезда. Судя по нему, салимовцы также попытались отстоять свои права в условиях нарушения их вотчинных прав, допускаемых Оренбургской межевой комиссией в этот период. Так, в июне 1908 г. группа активных и грамотных жителей, «доверенных от башкир вотчинников деревень Нижняя Салимова и Верхняя Салимова» Тангауровской волости Орского уезда Султангалий Сулейманов, Хафиз Максютов, Абдулла Такалов и Галиян Юланов подали в Оренбургскую межевую комиссию прошения и заявления о том, что проектированный их доверителям, башкирам вотчинникам д. Салимовой, участок земли признавался неудобным для хлебопашества и сенокошения и ходатайствовали о производстве осмотра этого участка в натуре. Такой осмотр был произведён 18 августа 1908 г. Прошение башкир-вотчинников д. Салимово о признании неудобной значительной части проектированной их доверителям земли осталось неудовлетворённым. Власти в лице члена Оренбургской межевой комиссии Бирзгалова, несмотря на предоставленные документальные доводы башкир-вотчинников о недостаточной наделенности землёй жителей деревни, возникшую проблему решили в пользу государства. При этом на стороне властей выступили старшина Тангауровской волости Юмагузин, выборный Мутагар Максютов и «6 башкир-стариков» д. Салимово, давшие показания в пользу властей: Ярмулла Юланов (63 лет), Газиз Хажимухаметов (61 год), Шагимардан Аллабердин (64 лет), Субхангул Шахмухаметов (59 лет), Курбангали Юланов (48 лет), Бикмухамет Мухаметшин (78 лет), Салахетдин Галин (44 лет). Показания «6 башкир-стариков», возраст двоих из которых не доходил до 50 лет, возможно, были не совсем самостоятельными, ибо прошения Султангалия Сулейманова и его товарищей были поданы в интересах всех башкир-вотчинников д. Салимово, тем более, практически всех названных жителей связывали родственные отношения. Судя по документам, протесты башкир-вотчинников ряда деревень Тангауровской волости против произвола властей продолжились вплоть до 1917 г.
Перед революциями 1917 г. салимовцы жили неплохо, население занималось земледелием и скотоводством. Отдельные жители занимались и торговлей. Так, братья Султанмахмут и Сулейман Максютовы, занимающиеся торговлей, считались деревенскими богачами.
В 1917 г. в двух деревнях числилось 69 дворов с населением 364 чел. В 1925 г. в Верхнесалимово было 23 хозяйства, в Нижнесалимово — 27. В 1926 г. в обоих аулах имелись 58 домов и 258 чел. В том же году салимовцы засевали хлебом 3070 дес. плодородной земли, а 780 дес. считались непригодными для занятия земледелием. На каждый двор приходилось по 5—6 полос. 72 % населения деревень относилось к беднякам, 24 % — середнякам и 4 % — богатым.
По другим архивным материалам, в 1926 г. в д. Верхнесалимово имелось 29 дворов с 103 жителями, в Нижнесалимове — 31 двор и 113 жителей [ЦИА РБ. Ф. 394. Оп. 2. Д. 397а. Л. 281]. Согласно «Поселенному списку домохозяев 1926 г.» в д. Нижнесалимово числилось 32 домохозяина. Из них 9 домохозяев были Сулеймановы, 1 — Аллабердины, 22 — Максютовы. В д. Верхнесалимово всего учтено 24 домохозяина. Из них 3 домохозяина были Сабанчины, 4 — Бикбулатовы, 4 — Шахмуратовы, 4 — Аллабердины, 4 — Юлановы, 3 — Такаловы, 2 — Абдулнасыровы. В 1952 г. деревни относились к Матраевскому сельсовету, в Нижнесалимово было всего 8 дворов, а в Верхнесалимово — 28.
В сентябре 1919 г. в селениях Тунгаурской волости Орского уезда, в том числе и в Салимово, состоялись собрания по образованию сельских советов. Председателем Салимовского сельсовета стал Абдулнасыров Султанмурат Галиахметович, 1879 г. р., членами являлись Бикбулатов Муллагалям Агзамович, 1866 г.р., и Максютов Губайдулла Абдрахимович, 1891 г.р.
Первые десятилетия Советской власти в административном отношении до образования районов д. Нижнесалимово и Верхнесалимово относились к 2-й Тангауровской волости, входившей в 1919—1922 гг. в состав Бурзян-Тангауровского кантона, а в 1922—1930 г. — Зилаирского кантона. После образования районов оба аула вначале находились в Хайбуллинском районе, а в 1937 г. они вошли в состав вновь образованного Матраевского района, после его упразднения в 1956 г. вошли в состав Зилаирского района. Но по ходатайству отдельных представителей местной власти вскоре последовал указ Президиума Верховного Совета БАССР от 20 апреля 1957 г. о перечислении д. Нижнесалимово из Зилаирского района в Хайбуллинский район. Все прилегающие территории деревни — пастбища, посевы и сенокосы по недальновидности местных представителей власти отошли к соседнему району. По признанию старожилов, вскоре д. Нижнесалимово и его жители оказались ненужной обузой для этого района. После этого жители 7 оставшихся дворов вынуждены были переехать в Верхнесалимово и к началу 1960-х гг. д. Нижнесалимово перестала существовать. Ныне на родовых вотчинных территориях салимовцев в месторождении «Юбилейное» с мая 2006 г. ООО «Башкирская медь» ведёт открытую разработку медно-цинковых руд.
В 1927 г. салимовцы основали ещё одну деревню — Ташкургы. Согласно архивным данным, по решению собрания жителей двух деревень часть населения (16 семей) «в целях улучшения качества обрабатываемой земли» выделились в д. Ташкургы, построенную ими в 1927—1928 гг. в нескольких километрах к западу от Верхнесалимово на берегу речки Янгыз-Кайын, впадающей с севера в речку Камышлы-Узяк. Новой деревне было выделено более 1000 дес. земли. Вначале переселенцы жили в саманных избах и плетёнках, которые постепенно сменялись срубными домами. Однако и д. Ташкургы, состоящую из 29 дворов, к 1959 г. постигла судьба «неперспективных» и она перестала существовать].
В 1928—1929 гг. салимовцы, балапановцы (частично) и ташкургинцы образуют один колхоз — «Камыш-Узяк». В 1930 г. «Камыш-Узяк» и ещё 3 колхоза, объединившись, создают совхоз-гигант «Новый мир». Но не проходит и полгода, он вновь распадается на прежние 4 колхоза. В 1948 г. колхозы «Камыш-Узяк», «Суртан-Узяк», «Аксура» и «Новый мир» вновь составляют одно хозяйство — колхоз «Новый мир». С 1959 г. этот колхоз был преобразован в зерносовхоз «Башкирский», который после развала СССР распался на несколько хозяйств.
В советскую эпоху в Верхнесалимово стала функционировать начальная школа. Известно имя одного из первых учителей 30-х гг. — это Шагидулла Рамазанов. После Великой Отечественной войны в д. Верхнесалимово поселилась учительская семья Назировых: Мухаррам Сафиевич и Гульшат Ильясовна. Эти прекрасные педагоги проработали директором и учителями начальной школы до середины 1980-х годов. С середины 1980-х до наших дней начальную школу возглавляет также опытный педагог Зифа Галимьяновна Нигматуллина (Бикбулатова).
Более десятка семей салимовцев пострадали в годы сталинских репрессий.
Салимовцы приняли активное участие в Великой Отечественной войне. По официальным материалам, более 35 салимовцев вернулись с войны победителями, 27 — остались на поле боя. Салимовцы — Н.Сулейманов, Г.Сулейманов, Х.Касимов, Х.Юланов, И.Аллабердин, М.Сагитов и др. вернулись с орденами и медалями на груди. Героически воевал старшина Нуритдин Мурзагильдиевич Сулейманов, который был награждён Орденами Славы II и III степеней, двумя Орденами Красной Звезды, Орденом Отечественной войны II степени, медалью «За отвагу». Рядовой Аллабердин Ильяс Гиззатович был награждён медалями «За победу над Германией», «За освобождение Праги», «За победу над Японией». Подвиги рядового Юланова Хамитьяна Миргалеевича отмечены медалями «За боевые заслуги», «За отвагу» и знаком «Отличный дорожник». Медалью «За боевые заслуги» были награждены старший сержант Салимов Рамазан Агзамович, рядовые Сулейманов Гатаулла Абдуллович и Сагитов Мухтар Загитович. Дожившие до 40-летия Победы Юланов Ишкали Сафаргалиевич, Аллабердин Ильяс Гиззатович, Сагитов Ахмедьян Садыкович и др. в 1985 г. были награждены Орденом Отечественной войны II степени.
В д. Салимово родился и жил знаменитый кураист-сэсэн Султанмурат Галиахметович Абдулнасыров, 1879 г.р., один из лучших представителей тунгаурской школы кураистов, учитель знаменитого Ишкале Дильмухаметова, отца, учителя и воспитателя великого музыканта и артиста Ишмуллы Дильмухаметова [Ярмуллин, 2004. С.176]. Архивные данные позволяют восстановить шежере Султанмурат-сэсэна: Илбакты — Аллабирды (1744 г.р.) — Абдулнасыр (1801—1854) — Шаяхмет (1823 г.р.) — Галиахмет (1850 г.р.) — Султанмурат (1879 г.р.). — Мурзагали — Минлегали, Давлет, Зуфар, Рафис Насыровы.
Активным борцом за автономию Башкортостана в годы гражданской войны являлся Аллабердин Загидулла Сагитович (1872 г.р.). Как было указано выше, до начала национально-освободительного движения за автономию он являлся имамом мечети д. Верхнесалимово, обучал детей в мектебе. Считается, что затем Загит Аллабердин становится полковым муллой в башкирских войсках. В ходе подготовки к III Всебашкирскому Курултаю 30 октября 1917 г. в д. Верхнесалимово в доме муллы Загита Аллабердина было проведено межволостное собрание башкир Орского уезда, избравшее 3 делегатов от имени 28 000 башкирского населения 4-х юго-восточных волостей. Загит Аллабердин был расстрелян 27 ноября 1937 г. Его доброе имя было возвращено 4 августа 1967 г.. В войсках З.Валиди воевали также Султанахмет и Саитбаттал Максютовы, Кинзягали Такаев, которых односельчане именовали «адъютантами Валидова». По свидетельству старожилов аула, З.Валиди осенью 1920 г. перед отъездом в Среднюю Азию останавливался в д. Салимово в доме З. Аллабердина, который предоставил ему транспорт — тройку и с друзьями сопроводил до железнодорожной станции Сара.
Из д. Нижнесалимово происходят корни начальника Управления по делам архивов РБ А. А. Хисматуллина. Предки Ахмета Абделахатовича были в числе основателей д. Салимово: урядник Рахматулла Якупов сын Максютов (1803 г.р.) — сын основателя д. Якупово Тунгаурской волости — Якупа Зиянгулова сына Максютова, внука Максют-батыра. От Рахматуллы родился Хисматулла Рахматуллин сын Якупов (1831 г.р.), от Хисматуллы — Салахитдин Хисматуллин (1858 г.р.). От Салахитдина родились Мифтахитдин, его сыновья — Афлятун (сыновья Гильмитдин и Гайнитдин погибли ВОВ) (его сын Фахритдин Максютов, от Фаретдина, Фарит, Фаниль, Ирик), Гайса (1898 г.р., его сын — Гаяр Рахматуллин, от Гаяра — Азамат), Абделлатиф (1885—1950, его сыновья — Абделахат, 1923—1970 гг., Мухтар (1948 г.р.), его сын — Зуфар. Абделахат Хисматуллин участвовал в Великой Отечественной войне, служил офицером МВД. Сын Абделахата — Ахмет Хисматуллин (1952 г.р.), его сын — Салават (1973 г.р.).
В д. Верхнесалимово родились и выросли башкирские журналисты братья Ярмуллины — Сальман и Азат, лауреаты премии им. Ш. Худайбердина, тележурналист З. В. Нигматуллина. Верхнесалимово — родной аул автора этих строк. Салимовцы, братья Рустам и Руслан Касимовы, ныне проживающие в г. Гатчине Ленинградской области, стали преуспевающими предпринимателями. Братья Касимовы — активные участники Исполкома курултая башкир Санкт-Петербурга и национально-культурной автономии башкир города. Из д. Верхнесалимово происходят корни ныне проживающего в г. Москве молодого и успешного бизнесмена Фаима Фаниловича Назирова.
После распада совхоза «Башкирский» молодежь в поисках работы уезжает в более крупные селения, города. В динамике численности населения наблюдается тенденция к уменьшению: в 1920 г. в обеих деревнях проживало 364 чел., в 1939 г. в д. Верхнесалимово проживало 120 чел., в Нижнесалимово — 99 чел., в 1959 г. — 219 чел., в 1989 — 214, в 2000 — 211, 2002 — 187, 2009 — 184, 2010 — 174 чел.
Сегодня в деревне функционируют начальная школа, клуб, медпункт, два коммерческих магазина. Трудовое население работает в дойном гурте совхоза «Башкортостан», а также в расположенном по соседству месторождении «Юбилейное».

## Население
| 2002 | 2009 | 2010 |
| ---- | ---- | ---- |
| 187  | ↘184 | ↘174 |

Национальный состав
Согласно переписи 2002 года, преобладающая национальность — башкиры (99 %).

## Географическое положение
Расстояние до:
- районного центра (Зилаир): 63 км,
- центра сельсовета (Матраево): 5 км,
- ближайшей железнодорожной станции (Сибай): 110 км.